# Schloss Hienhart

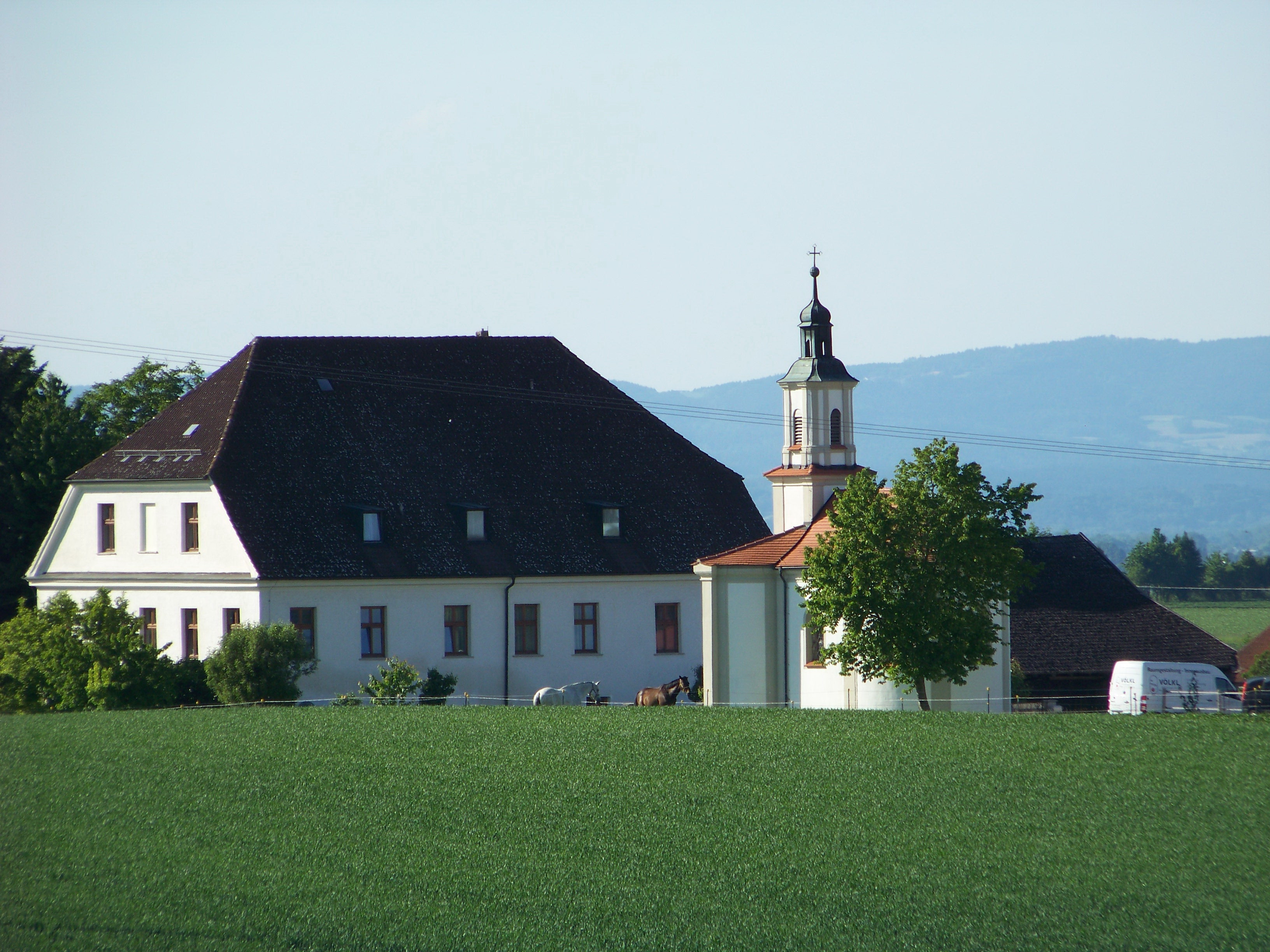
Schloss Hienhart heute

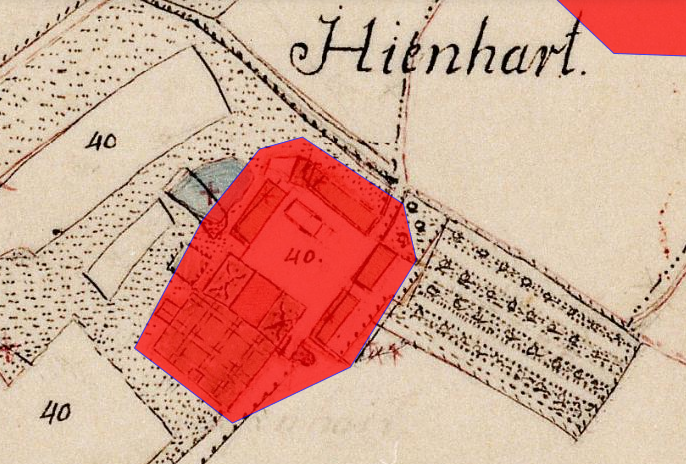
Lageplan von Schloss Hienhart auf dem Urkataster von Bayern

Das Schloss Hienhart  ist ein früheres Hofmarkschloss im Gemeindeteil Hienhart der niederbayerischen Gemeinde Oberschneiding im Landkreis Straubing-Bogen (Hienhart 1). Es ist unter der Aktennummer D-2-78-167-11 als Baudenkmal verzeichnet. Die Anlage wird ferner als Bodendenkmal unter der Aktennummer D-2-7241-0248 mit der Beschreibung „untertägige mittelalterliche und frühneuzeitliche Befunde im Bereich des ehem. Hofmarkschlosses Hienhart mit zugehöriger Parkanlage und Kath. Schloßkapelle Schmerzhafte Muttergottes“ geführt.

## Geschichte
Bis 1547 gehörte Hienhart mit „aller Vogtoberkhait“ zum Landgericht Straubing. In diesem Jahr erhielt der Straubinger Bürger Hans Schwarz († 1551) auf seinem Hof zu Hienhart die Edelmannsfreiheit; seine Nachfahren erhielten die Hofmarksfreiheit nur auf Widerruf verliehen. Sein Erbe war Adam Schwarz, der aber bereits 1557 verstarb. Seine Nachlassverwalter verkauften Hienhart an den Pfleger von Viechtach, Andreas Preu, der ebenfalls wegen der beanspruchten Edelmannsfreiheit Schwierigkeiten bekam. Von dem Preu erbte gegen Ende des 16. Jahrhunderts Andreas Georg Khirmreiter den Besitz und erhielt die niedere Gerichtsbarkeit. Dieser „Andreas Georg von Khürmreuth zum Hienhart, Unholzing, Obernaypach auf Herrmannsdorf“ (1601) war offensichtlich an vielen Orten engagiert, sodass er den Besitz zu Hienhart 1600 an Herzog Maximilian von Bayern verkaufte. Dieser gab den Sitz 1602 dem Straubinger Vitztum Graf von Sulz zu freiem Eigen. Bereits 1604 verkaufte ihn dieser Hienhart an den Straubinger Bürgermeister Thomas Dürnitz, der von Albrecht Preu bereits die Azlburg erworben hatte. Sein Sohn Christoph erwarb zusätzlich noch die Hofmark Oberschneiding. 1687 erhielt Johann Thomas Dürnitz die Niedergerichtsbarkeit. 1752 war Johann Nepomuk Baron von Dürnitz Besitzer der Hofmark. Die Freiherren von Dürnitz bildeten dort zuerst ein „purifiziertes Ortsgericht“ und dann ein Patrimonialgericht. Der letzte Dürnitz im Mannesstamm war Carl Freiherr von Dürnitz, der 1852 verstarb.

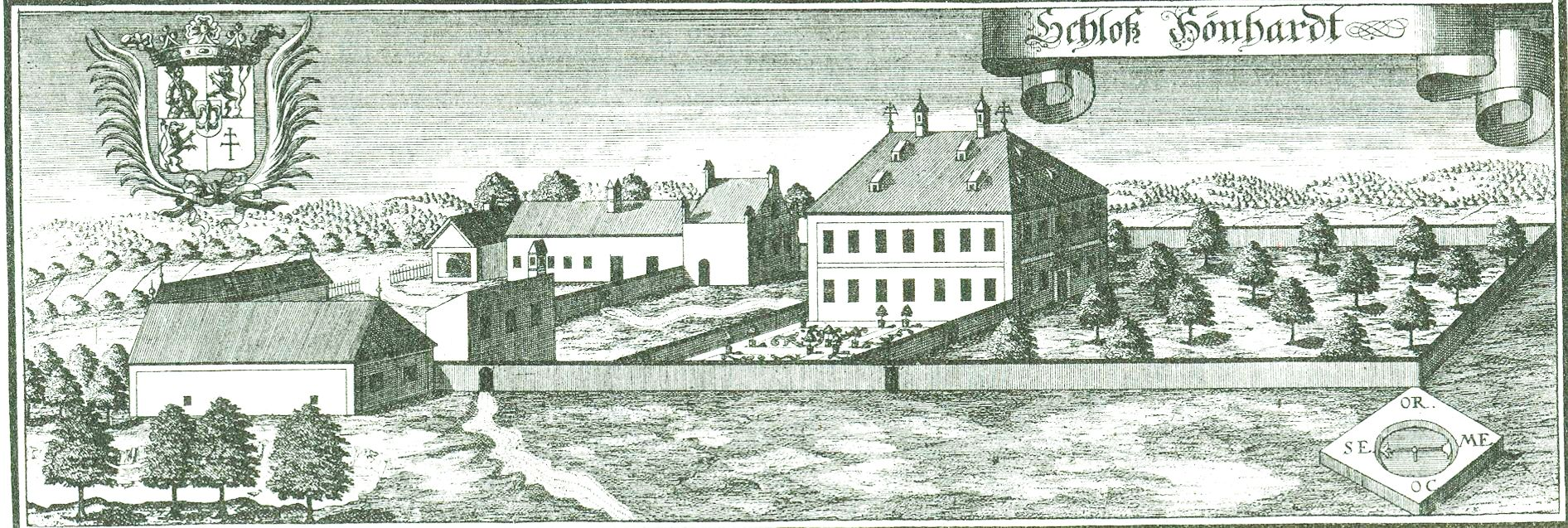
Schloss Hienhart (Höhnhart) nach einem Stich von Michael Wening von 1721

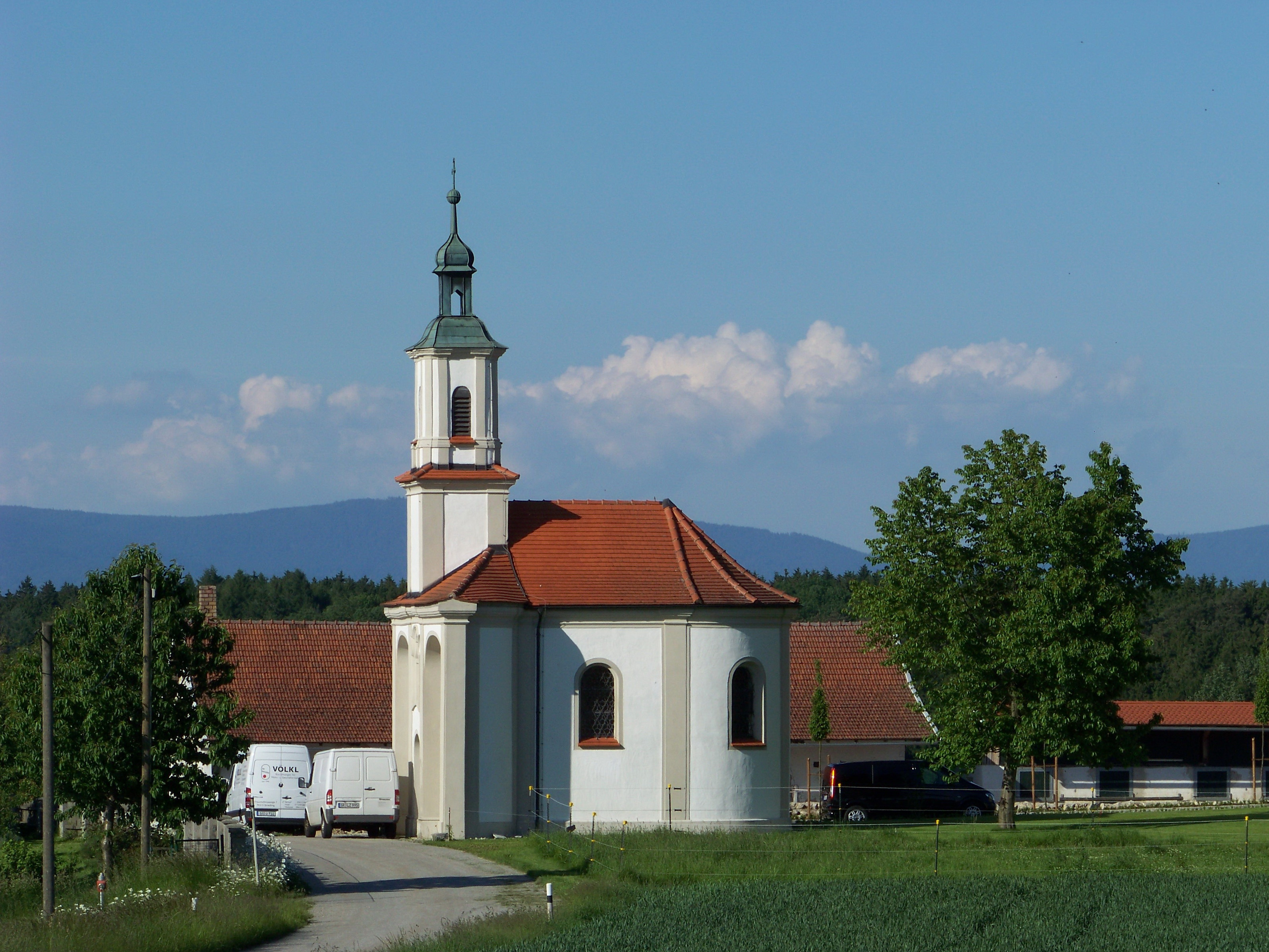
Schlosskapelle zur Schmerzhaften Mutter Gottes

## Schloss Hienhart einst und jetzt
Bereits auf dem Stich von Michael Wening erscheint das Hofmarkschloss Hienhart als ein zweigeschossiger Bau, der mit einem Walmdach gedeckt ist. Der Bau weist Schleppgaupen und eine Putzbänderung auf. Eine niedrige Mauer grenzt das Schloss von seiner Umgebung und von Wirtschaftsgebäuden ab. Um das Schloss sind mehrere Gärten zu erkennen.
Bis heute hat sich die äußere Form wenig geändert, der Bau ist weiterhin zweigeschossig, aber nun mit einem Krüppelwalmdach versehen. Der aus dem 17. Jahrhundert stammende Bau wurde in der zweiten Hälfte des 18. Jahrhunderts umgestaltet. Am Weg zum Schloss liegt die ehemalige Schlosskapelle zur Schmerzhaften Muttergottes aus der Zeit um 1730.